# Ekki Enn
Ekki Enn fue un EP lanzado en agosto de 1981 por el grupo de punk islandés Purrkur Pillnikk liderado por el cantante y trompetista Einar Örn Benediktsson. Salió al mercado en formato LP a través de la discográfica Gramm, el álbum estaba integrado por 17 canciones.

La canción “Ekki Enn”, que le da el nombre al álbum, en islandés quiere decir “Aún no”.

## Lista de canciones
1. Svefnherbergi (2:50)
2. Nú (00:55)
3. Ekki Enn (2:31)
4. Grimmð (1:58)
5. Glugga í (1:05)
6. Flughuhfið (2:49)
7. Faterland (5:17)
8. Nafn (2:23)
9. Kveðja, jörð (3:20)
10. Unti Gæður (1:10)
11. Undanþága (1:32)
12. Vondur Strákur (1:55)
13. Án Nafns (1:56)
14. Hræðsla (2:00)
15. Er Ungur Enn (1:24)
16. Draumur (1:39)
17. Rudið (00:53)

## Músicos
- Vocalista y trompeta: Einar Örn Benediktsson.
- Bajo: Bragi Ólafsson.
- Guitarra: Friðrk Erlingsson.
- Batería: Ásgeir Ragnar Bragason.